# Кубок володарів кубків КОНКАКАФ
Кубок володарів кубків КОНКАКАФ — міжнародний футбольний турнір, що проводився КОНКАКАФ з 1991 по 1998 рік. Він розігрувався серед володарів національних футбольних кубків країн регіону, останні три турніри були не завершені, а потім на зміну йому прийшов Кубок Гігантів КОНКАКАФ, який був розіграний єдиний раз.

## Переможці
| Рік  | Переможець        | Фіналіст        |
| ---- | ----------------- | --------------- |
| 1991 | Атлетіко Марте    | Комунікасьйонес |
| 1992 | Не розігрувався   | Не розігрувався |
| 1993 | Монтеррей         | Реал Еспанья    |
| 1994 | Некакса           | Аврора          |
| 1995 | Естудіантес Текос | Фірпо           |
| 1996 | Не закінчений     | Не закінчений   |
| 1997 | Не закінчений     | Не закінчений   |
| 1998 | Не закінчений     | Не закінчений   |